# Antipátrida
Antipátrida (em grego: Ἀντιπατρίς; em latim: Antipatris) foi uma antiga cidade da Judeia localizada próxima a moderna Petah Tikva, em Israel.

## História
A cidade foi construída por Herodes, o Grande em torno do ano 9 a.C. Ele deu-lhe este nome para homenagear seu pai Antípatro. Na época era localizada junto à grande via romana de Cesareia Marítima para Jerusalém, ao norte de Lida. Atualmente Antipátrida tem sido identificada como a cidade bíblica de Afeque, local sobre a qual ela foi edificada.
Sendo assim, foi habitada desde o período calcolítico até o final do período romano, quando em 363 a cidade foi seriamente atingida por um terremoto.

### Antipátrida no contexto bíblico
A cidade é mencionada uma única vez na Bíblia, quando o apóstolo Paulo, que havia sido preso em Jerusalém,
foi levado para Antipátrida onde passou a noite (Atos 23:31-32), sendo que no dia seguinte seguiu para Cesareia onde permaneceu preso.

## Arqueologia
As ruínas de Antipátrida, atualmente um parque nacional em Israel, são conhecidas hoje como Tel Afek (hebraico: תל אפק‎), e se localizam a leste da cidade de Petah Tikva e a oeste das cidades de Rosh HaAyin e Kafr Qasim, perto da nascente do rio Jarcom.
A fortaleza otomana existente no local é conhecida como Binar Bashi e foi construída no século XVI.